# José María Sánchez de Toca y Catalá
José María Sánchez de Toca y Catalá (Madrid, 1942-25 de marzo de 2020) fue un noble, militar, escritor e historiador español.

## Biografía
General de Brigada, en la reserva, del Ejército Español, experto en cuestiones militares, sobre las que publicó varios centenares de artículos y reseñas en revistas de Defensa, III marqués de Somió, era descendiente de Melchor Sánchez de Toca y Sáenz de Lobera, famoso cirujano del siglo XIX y médico de cámara de la Regente María Cristina, madre de la reina Isabel II de España.
Colaborador habitual de la revista Ejército, fue doctor en Historia por la Universidad Complutense de Madrid (2007) con una tesis sobre los Sitios de Astorga en la Guerra de la Independencia española de 1808, titulada Los desastres de la guerra. Ejércitos, operaciones militares y asedios en Astorga y su comarca durante la Guerra de la Independencia Española (1808-1814).

## Obras
Escritor también de novelas y cuentos breves, es autor de obras de historia militar de España, entre las que destacan:.
- Los profetas del bosque. Vaticinios sobre el destino de Europa según la tradición popular centroeuropea. 348 páginas. Corona Borealis. 2002. ISBN 84-95645-14-9.
- Tercios de España. La infantería legendaria. 320 páginas. Edaf. 2006. ISBN 84-414-1847-0. Archivado desde el original el 4 de abril de 2008. Consultado el 1 de diciembre de 2012.
- El Gran Capitán. Gonzalo Fernández de Córdoba. 256 páginas. Edaf. 2008. ISBN 978-84-414-2002-1. (enlace roto disponible en Internet Archive; véase el historial, la primera versión y la última).
- Los Profetas de la Piel de Toro. . 376 páginas. Akron. 2009. ISBN 978-84-936984-1-6.
- Los desastres de la guerra. Astorga en la Guerra de la Independencia. 584 páginas. Akron. 2009. ISBN 978-84-92814-01-5.
- Batallas desiguales. Un estudio en el campo de batalla. 336 páginas. Edaf. 2011. ISBN 9788441428775.
- "No es tela asfáltica". En: Premio Avalón de Relato Fantástico. Spórtula, 2017, p. [13]-26 (Relato premiado en la edición del Premio Avalón 2005).